# Jindřich Zogata
Jindřich Zogata (6. srpna 1941 Javořinka, Slezsko) je český básník a prozaik.

## Životopis
Pochází ze slezské rolnické a folkloristické rodiny. Otec Pavel Zogata (1907–1985) byl význačný gajdoš, houslista, zpěvák a vypravěč, který roku 1946 s rodinou odešel přes hranici do Československa. Po několika letech v Jeseníku nad Odrou se roku 1950 usadili v Bukovci u česko-slovensko-polského trojmezí.
Jindřich vystudoval jedenáctiletku v Jablunkově a poté vysokou zemědělskou školu v Brně, kde promoval roku 1962. V 60. letech také začal publikovat v různých literárních časopisech. Podepsal 2000 slov a následně v letech 1969–74 pracoval jako dělník na Ostravsku a s rodiči na jejich hospodářství. Po zákazu soukromého rolnictví se vrátil do Brna, kde byl zaměstnán jako mistr Střediska veřejné zeleně při městské Technické a zahradní správě. V  letech 1993–2004 působil jako správce národní kulturní památky parku Špilberk, pak odešel do důchodu a věnuje se už jen psaní. Nikdy nebyl v žádné politické straně.
V letech 1980–84 byla jeho ženou Lenka Zogatová (roz. Sikorová), významná osobnost brněnského kulturního života. Jeho třetí manželkou se stala malířka Mirka Zogatová (roz. Fikrová, *1948), která mu ilustrovala řadu knih.

## Dílo
První jeho písňový text byl uveřejněn již roku 1950 v opavském časopise Radostná země. Pravidelně publikovat začal v různých periodicích a literárních časopisech 60. let, konkrétně Host do domu, Červený květ, Plamen, Sešity pro mladou literaturu, Literární noviny a jiné. Tři jeho sbírky připravené k vydání v nakladatelstvích Československý spisovatel, Mladá fronta a Profil byly po roce 1968 zlikvidovány. Pro podpis manifestu Dva tisíce slov mu bylo znemožněno dále publikovat, jeho díla vycházela pouze časopisecky v překladech v Polsku.
V 70. letech napsal scénář k filmu Poslední gajdoš, který roku 1978 natočila ostravská televize, podepsán byl pseudonymem Kamila Smyčková. Teprve roku 1985 mu brněnský Blok vydal povídku Dvory, v rámci triptychu Stříbrné rybky. Roku 1988 následovala samostatná povídková sbírka Veřejná zeleň. V 90. letech mu již začala vycházet poezie i próza ve větším rozsahu. Psal také fejetony pro noviny a rozhlas.
Ve tvorbě užívá novotvary a dialektizmy obrazné mluvy z kraje svého dětství a mládí, hojně také botanické výrazivo ze svého oboru. V poezii používá jak verš vázaný, tak volný. Jeho stylistika je svérázná, velmi hutná, experimentální místy až na hranici srozumitelnosti. Soustavně se Zogatově tvorbě věnuje literární vědec Ivo Pospíšil.

## Sbírky poezie
- Šípkový růženec, 1990
- Dým ohnic, 1991
- Samoty vzdálené až na počátek, 1993
- Psí víno, 1994
- Den světelného roku, 1994
- Mýtiny, 1995
- Rozsochy, 1996
- Zvony odletěly do krajin, 1997
- Když kvetou fazole, 1998 – epigramy
- Zdaleka blízké, 2000
- Cirkus DNA, 2000
- S koně dolů (vězni špilberští), 2001
- Lámání biochleba, 2002
- Sporá místa, 2002
- Oheň křičí tmu, 2007
- Sytomorna, 2011
- Dojení zlatého býka (variace), 2014
- Zborcené klenby, 2014
- Stopy Sibiří, 2018
- Údolí zvonu, 2020[3]

## Próza
- Dvory (ve sbírce Stříbrné rybky), 1985
- Veřejná zeleň, 1988
- Obrázky na skle, 1990
- Díry: Památce malíře Antonína Tomalíka, 1994
- Dědictví zmizelých píšťal, 1996, první díl cyklu
- Oves na střechách, 1996, druhý díl cyklu
- Dřevěné pyramidy, 1998, třetí díl cyklu
- Hlídače květin nikdo neuhlídá, 1997
- Černý vzduch, 1998
- Liduprázdno (akční vakuum), 2006
- Hrudky vosku, 2011, čtvrtý díl cyklu
- Hory v ruksaku / Střep kopretiny, 2011
- Slaměná hvězda, 2012
- Zdař Bůh: Pocta Páteru Oldřichovi, 2016
- Mimodeníky mimověku, 2016